# Synagogue de Maon

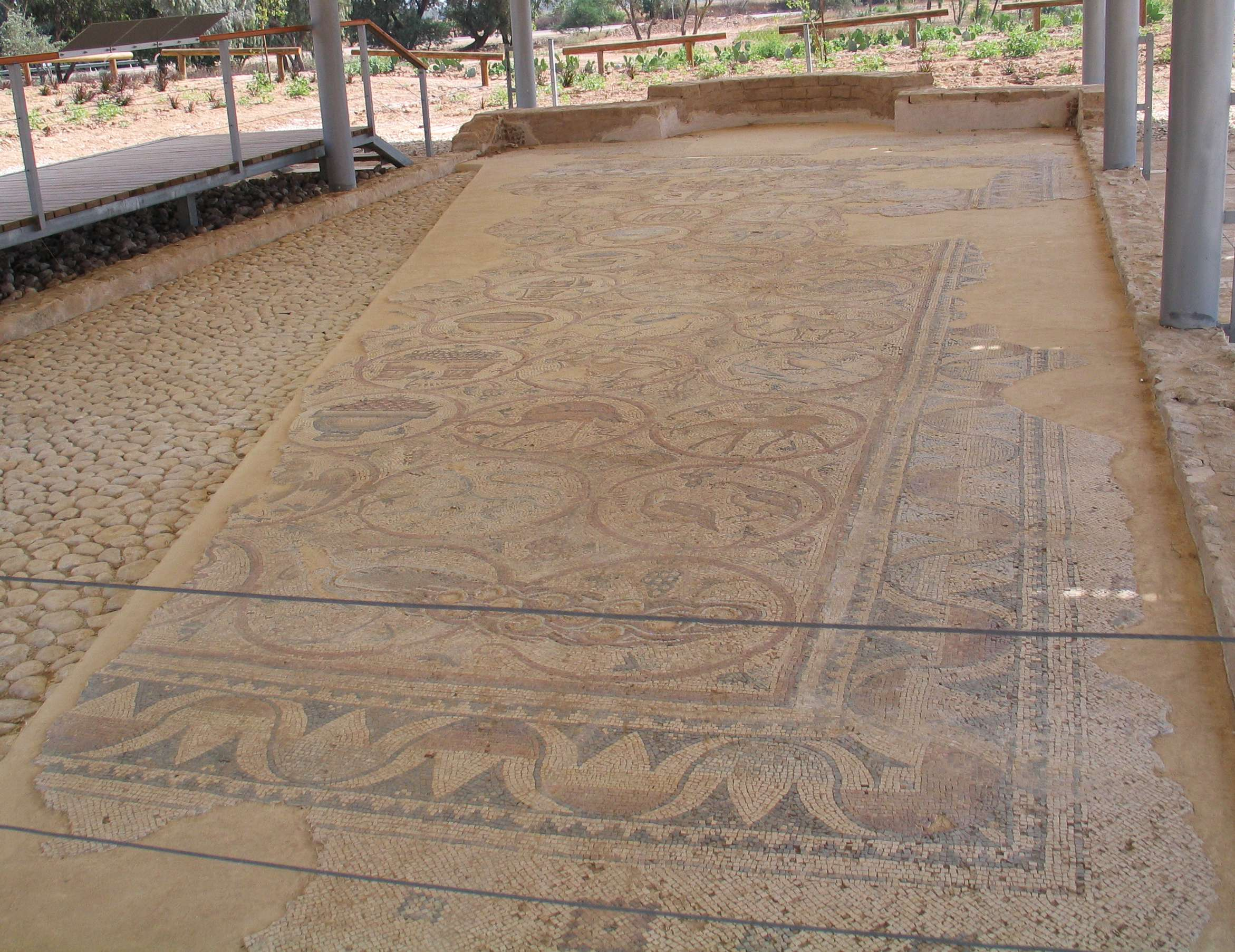
Mosaïque

La synagogue de Maon est un site archéologique d'une synagogue du VIe siècle situé dans le désert du Néguev, près de la ville de Beer-Sheva. Elle est remarquable pour l'état de conservation de son sol en mosaïque,.